# Märkpenna

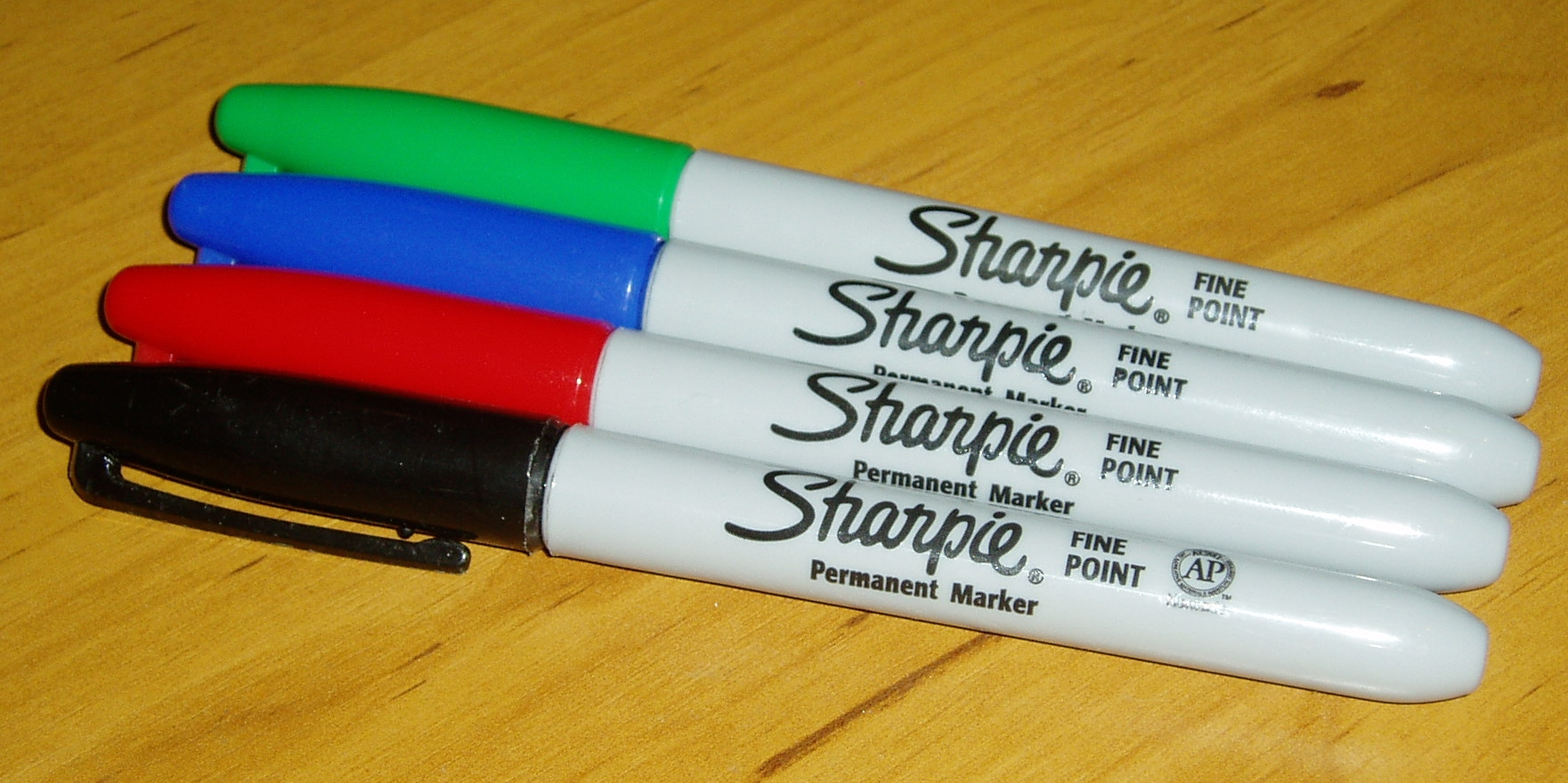
Märkpennor med tunn spets.

Märkpenna eller spritpenna kallas pennor med filt- eller fiberspets som används för permanent skrift eller märkning på material där den vattenbaserade färgen i tuschpennor inte fäster eller går bort, som på plast, metall, glas, gummi eller tyg.
Märkpennor finns i många olika bredder och med olika typer av färg beroende på användningsområde.